# 葛西龍樹
葛西 龍樹（かっさい りゅうき、1957年 －）は、医師、医学博士（北海道大学）、公立大学法人　福島県立医科大学名誉教授、WONCA（世界家庭医機構）マスター・ファカルティー。
専門分野：家庭医療学
新潟県岩船郡関川村小見生まれ。生家は旧酒蔵（現・村上市の大洋酒造）。神奈川県立横浜翠嵐高等学校卒業。1984年、北海道大学医学部卒業。卒業時には、 “家庭医” になるという自身の明確な医師像を持つようになった。家庭医とは、”プライマリ・ヘルス・ケア”の専門医であり、「患者中心の医療の方法」を理解し、実践できるように、専門研修を受けた専門医をいう。世界では1952年英国家庭医学会(Royal College of General Practitioners)の設立を皮切りに世界各国で学会が設立された。1972年に、18ヵ国の家庭医学会によって世界家庭医機構(World Organization of Family Doctors; WONCA)が設立された(現在WONCAは131の国と地域の家庭医学会が加盟。会員は約50万人）。1980年代において日本には当てはまる診療科や家庭医を育成する場がなかった。そこで、家庭医育成プログラムを提供していたカナダの名門大学The University of British Columbia (UBC；メインキャンパスはブリティッシュ・コロンビア州バンクーバーにある)の家庭医療学科に日本人として初めての正規レジデント（研修医）として留学した。専門研修期間中には選択研修として、オンタリオ州ロンドンにあるUniversity of Western Ontario (UWO；現在はWestern Universityと改称)に於いて、 “カナダ家庭医療学の父” として世界的に知られるイアン・マクウィニー教授(Prof. Ian R. McWhinney)から家庭医療学の直接指導を受ける機会を得た。家庭医療学の中心にあるのは “患者＝人間であり、人間全体を見ることが家庭医療学” であるという原理を恩師から学んだ。
1996年北海道室蘭市にある医療法人社団カレスアライアンス日鋼記念病院の西村昭男理事長(当時)とともに北海道家庭医療学センターを設立して所長に就任し、翌年から４年間の家庭医専門研修プログラムを開始した。臨床研修必修化(2004年）、新専門医制度(2018年)の始まる遥か以前であり、標準化された専門研修カリキュラムで地域を基盤として家庭医を育成する取り組みとして我が国最初のものである。専門研修の場は、室蘭だけでなく、河西郡更別村（2001年）、寿都郡寿都町（2005年）へと家庭医療の診療・教育の場を広げていった。
2006年に「県単位で家庭医療を実現してほしい」という福島県立医科大学からの要請を受けて、同大に地域・家庭医療部を設立し、次いで地域・家庭医療学講座を開設。主任教授としての役割の他、県内各所にある診療・教育拠点整備に注力してきた。
日本は国民皆保険制度があることから自ら「世界に冠たる医療」と呼ぶ医師も少なくないが、プライマリ・ヘルス・ケアを担当する医師の標準的なトレーニングにしても地域での多職種保健チームの育成にしても国際的に遅れをとっている。過剰医療と過少医療も多い。費用対効果を考慮した適正医療を推進することへの努力がまだ足りない。葛西は、プライマリ・ヘルス・ケアの整備と質の高い家庭医制度の導入と普及により “日本の医療制度にパラダイムシフトを起こす“ ことを一貫して目指し、活動を行っている。大学や日本プライマリ・ケア連合学会 での活動を通じ、次世代の優秀な家庭医の育成に力を注ぎ、世界のプライマリ・ヘルス・ケア先進国の専門家とのネットワークを通じて学生・研修医・指導医にグローバルに学ぶ機会を提供している。2018年に開始された日本専門医機構による新専門医制度で、19ある基本領域の専門医の一つとして「総合診療専門医」の名称で家庭医の育成が事業化された。2019年に日本プライマリ・ケア連合会は新・家庭医療専門医制度を開始した。
2021年8月からウェブマガジン『WEDGE Infinity』（現在は『Wedge ONLINE』に改称）に自身の執筆による『家庭医の日常』が月１回連載されている。
2025年７月　ハワイ大学医学部教授の町淳二医師と仲間たちによる「未来の医師への贈りもの」に出演。シリーズ156「夢みる力　夢みる家庭医」　

## 略歴[3][4]
1984年　北海道大学医学部卒業
1984年　北海道大学医学部附属病院　小児科　医員
1992年　カナダ家庭医学会認定　家庭医医療学専門医課程了（ブリティッシュ・コロンビア大学）
1992年　川崎医科大学総合臨床医学講座　講師
1996年　医療法人カレスアライアンス・北海道家庭医療学センター所長
2005年　英国家庭医学会正会員・専門医(MRCGP)
2006年〜2023年   公立大学法人　福島県立医科大学　医学部　地域・家庭医療部　教授
2009年   ボンド大学健康科学医学部名誉客員教授（オーストラリア）
2010年   福島県立医科大学　医学部　地域・家庭医療学講座　主任教授
2014年   英国家庭医学会最高名誉正会員・専門医（FRCGP）
2015年   Dr. Richard Scott記念講演2015招聘（英国、エジンバラ大学）
             Dr. Ian McWhinney Lecture Series 2015招聘 (カナダ、ウエスタンオンタリオ大学）
2019年   WONCA（世界家庭医機構）アジア太平洋地域学術総会副大会長／学術プログラム委員長(日本、京都)
2023年   福島県立医科大学　名誉教授、WONCA（世界家庭医機構）マスター・ファカルティー

## 役職[3][4]
- 英国医学雑誌『British Medical Journal』 国際編集アドバイザー
- 英国医師会出版部　BMJ Evidence Centre 『Clinical Evidence』プロジェクト アドバイザー
- 英国家庭医学会雑誌『British Journal of General Practice』国際編集アドバイザー
- WONCA 世界家庭医機構 アジア太平洋地域研究コーディネーター
- 日本プライマリ・ケア連合学会監事（国際キャリア支援委員会委員長、理事を歴任）
- 日本医療機能評価機構　Minds　医療情報サービス事業　運営委員

## 資格[3][4]
- 2005年　英国家庭医学会正会員・専門医(MRCGP)
- 2013年　日本プライマリ・ケア連合学会　プライマリ・ケア認定医
- 2014年　日本プライマリ・ケア連合学会　認定指導医
- 2014年　英国家庭医学会最高名誉正会員・専門医(FRCGP)

## 受賞等[3][4]
- 1989年　日米医学医療交流財団　フェローシップ
- 1995年　日本医学教育学会　医学教育奨励賞
- 1997年　世界家庭医機構　アジア太平洋地域臨床研究コンテスト　第二位
- 1998年　フィリピン家庭医療学教育者学会　感謝表彰
- 2002年　英国家庭医学会　創立50周年　国際研究発表奨励賞
- 2009年　オーストラリア　ボンド大学　健康科学・医学部　名誉客員教授
- 2015年　英国エジンバラ大学　リチャード・スコット記念講演者
- 2015年　カナダ　ウエスタン大学　イアン・マクウィニー記念講演副演者
- 2023年　WONCA（世界家庭医機構）名誉生涯直接会員

## 著書／訳書[3][4]
- 『家庭医療～家庭医をめざす人・家庭医と働く人のために～』（ライフメディコム・2002年）
- 『スタンダード家庭医療マニュアル』（永井書店・2005年）
- 『マクウィニー家庭医療学（上）』（訳・ぱーそん書房・2013年）
- 『医療大転換ー日本のプリマリ・ケア革命』（ちくま新書・2013年）
- 『マクウィニー家庭医療学（下）』（ぱーそん書房・2015年）
- 『医師は患者をこう診ている：10分間の診察で医師が考えていること』（監訳・河出書房新社・2017年）
- 『患者中心の医療の方法　原著第3版』（監訳・羊土社・2021年）